# Neuaufnahmen in das UNESCO-Kultur- und -Naturerbe 2007
Im Jahr 2007 fanden die im Folgenden Neuaufnahmen in das UNESCO-Kultur- und -Naturerbe statt.

## Welterbestätten
Auf der 31. Sitzung des Welterbekomitees vom 23. Juni bis zum 2. Juli 2007 in Christchurch wurden 18 Stätten in das Welterbe aufgenommen, darunter 15 Kulturstätten, zwei Naturstätten und eine gemischte Stätte.
| Vertragsstaat(en)       | Bezeichnung                                                           | Typ | Ref. | Anmerkungen |
| ----------------------- | --------------------------------------------------------------------- | --- | ---- | ----------- |
| Australien              | Oper von Sydney (Lage)                                                | K   | 166  |             |
| Aserbaidschan           | Felsbilder und Kulturlandschaft von Gobustan (Lage)                   |     |      |             |
| Bosnien und Herzegowina | Mehmed-Paša-Sokolović-Brücke in Višegrad (Lage)                       | K   | 1260 |             |
| Frankreich              | Bordeaux, Port de la Lune (Lage)                                      | K   | 1256 |             |
| Gabun                   | Ökosystem und Relikt-Kulturlandschaft von Lopé-Okanda (Lage)          | K/N | 1147 |             |
| Griechenland            | Altstadt von Korfu (Lage)                                             | K   | 978  |             |
| Indien                  | Festungsanlagen Rotes Fort (Lage)                                     | K   | 231  |             |
| Irak                    | Archäologische Stadt Samarra (Lage)                                   | K   | 276  |             |
| Kanada                  | Rideau-Kanal (Lage)                                                   |     | 1221 |             |
| Madagaskar              | Regenwälder von Atsinanana (Lage)                                     | N   | 1257 |             |
| Mexiko                  | Universitätscampus der Universidad Nacional Autónoma de México (Lage) |     |      |             |
| Namibia                 | Twyfelfontein oder ǀUi-ǁaes (Lage)                                    | K   | 1255 |             |
| Schweiz                 | Lavaux, Weinberg-Terrassen (Lage)                                     | K   | 1243 |             |
| Serbien                 | Galerius-Palast in Gamzigrad (Romuliana) (Lage)                       | K   | 1253 |             |
| Spanien                 | Nationalpark Teide (Lage)                                             | N   | 1258 |             |
| Südafrika               | Kultur- und Pflanzenlandschaft Richtersveld (Lage)                    | K   | 1265 |             |
| Turkmenistan            | Parther-Festungen von Nisa (Lage)                                     | K   | 1242 |             |
| Volksrepublik China     | Diaolou und Dörfer in Kaiping (Lage)                                  | K   | 1112 |             |

Bei der folgenden Stätte wurde signifikante Erweiterungen vorgenommen: 
| Vertragsstaat(en) | Bezeichnung                             | Typ | Ref. | Anmerkungen |
| ----------------- | --------------------------------------- | --- | ---- | ----------- |
| Schweiz           | Schweizer Alpen Jungfrau-Aletsch (Lage) | N   | 1037 |             |